# 兵庫県道433号塩田三日月線
兵庫県道433号塩田三日月線（ひょうごけんどう433ごう しおたみかづきせん）は、兵庫県宍粟市から佐用郡佐用町に至る一般県道である。

## 概要
宍粟市山崎町塩田から佐用郡佐用町三日月に至る。

### 路線データ
- 起点：宍粟市山崎町塩田
- 終点：佐用郡佐用町三日月（桜橋交差点、国道179号交点）
- 総延長：13.195 km

## 路線状況

### 重複区間
- 兵庫県道53号宍粟下徳久線（宍粟市山崎町青木）

## 地理

### 通過する自治体
- 兵庫県
  - 宍粟市 - 佐用郡佐用町

### 交差する道路
| 交差する道路                           | 市町村名 | 市町村名 | 交差する場所 | 交差する場所      |
| -------------------------------------- | -------- | -------- | ------------ | ----------------- |
| 兵庫県道523号塩田一宮線                | 宍粟市   | 宍粟市   | 山崎町塩田   |                   |
| 兵庫県道53号宍粟下徳久線 重複区間起点  | 宍粟市   | 宍粟市   | 山崎町青木   |                   |
| 兵庫県道53号宍粟下徳久線 重複区間終点  | 宍粟市   | 宍粟市   | 山崎町青木   |                   |
| 未供用区間                             |          |          |              |                   |
| 国道179号 兵庫県道154号千種新宮線 重複 | 佐用郡   | 佐用町   | 三日月       | 桜橋交差点 / 終点 |

### 沿線
- E2A 中国自動車道 揖保川PA
- JR西日本姫新線 三日月駅